# Paul de Casteljau
Paul de Faget de Casteljau [kastelżo]  (ur. 19 listopada 1930 w Besançon, zm. 24 marca 2022 w Wersalu) – francuski inżynier, fizyk i matematyk.

## Życiorys
Studiował matematykę i fizykę w paryskiej École normale supérieure. Po zakończeniu studiów odbył służbę wojskową, biorąc udział w wojnie w Algierii. W 1958 roku rozpoczął pracę w przedsiębiorstwie Citroën, gdzie w latach 60. równolegle i niezależnie od Pierre'a Béziera zatrudnionego w Renault opracował krzywe Béziera, które zrewolucjonizowały projektowanie nadwozi samochodowych, a obecnie są jednym z podstawowych narzędzi wykorzystywanych w projektowaniu wspomaganym komputerowo (CAD).